# لنگرنیو
لنگرنیو (به انگلیسی: Llangernyw) یک منطقهٔ مسکونی در بریتانیا است، که در شهرستان مستقل کانوی واقع شده‌ است. لنگرنیو ۱٬۰۷۹ نفر جمعیت دارد.